# تاناکا شوسوکه
تاناکا شوسوکه (به ژاپنی: 田中 勝助 Tanaka Shōsuke) یا تاناکا کاتسوسوکه (به ژاپنی: 田中 勝介) یک تکنسین بلندپایه و معامله‌گر فلزات اهل کیوتو در اوایل قرن ۱۷ بود. نام وی به عنوان اولین ژاپنی که برای اولین بار به آمریکا در سال ۱۶۱۰ سفر کرد ثبت شده‌است. وی در سال ۱۶۱۱ به ژاپن بازگشت و دوباره در ۱۶۱۳ به شمال آمریکا و سفارت به وجود آمده توسط هاسه‌کورا تسونه‌ناگا رفت. در مجموع، او دو رفت و برگشت بین ژاپن و شمال آمریکا انجام داد. تاناکا شوسوکه به ایجاد روابط تجاری و دیپلماتیک بین ژاپن و امپراتوری اسپانیا کمک کرد.